# Прапор Італії
Держа́вний пра́пор Іта́лії — один з державних символів Італійської республіки.. Офіційно затверджений 16 червня 1946 року.
Прапор є прямокутним полотнищем з трьома рівномірними вертикальними смугами зеленого кольору біля древка, білого в центрі  та червоного кольору з краю ,як визначено ст.12 Конституції Італійської Республіки. Співвідношення ширини прапора до його довжини 2:3.
Сьогодні не існує однозначної відповіді на запитання про значення кольорів італійського прапора. 
Свято італійського прапору або Свято Триколору ( іт. Festa  del Tricolore) встановлене законом 671 від 31 січня 1997 року відзначається щорічно 7 січня.

## Конструкція прапора
|                     |
| Конструкція прапора |

## Попередні прапори

Прапор Королівства Італія, 1861-1946
Прапор Італійської соціальної республіки, 1943-1945